# Casbah (Algeria)
Casbah è un comune dell'Algeria, situato nella provincia di Algeri. Deve il suo nome alla Casba di Algeri, uno dei quartieri storici di Algeri, in particolare con Belcourt (Belouizdad), che oggi comprende la città vecchia, patrimonio mondiale dell'UNESCO.

## Geografia fisica
Il comune di Casbah si trova a nord della città di Algeri, all'estremità occidentale della baia di Algeri.

## Monumenti e luoghi d'interesse

### Architetture religiose
- Djamaa el Kebir
- Moschea el Djedid
- Moschea Ketchaoua
- Moschea di Ali Bitchin

### Architetture civili
- Casba di Algeri
- Place des Martyrs, in arabo ساحة الشهداء o Sahet Ec-Chouhadah (ex: Place du Gouvernement), una delle piazze pubbliche più famose di Algeri.
- Rue de Bab Azzoun, una delle strade più famose dell'Algeria.

## Infrastrutture e trasporti

### Strade
- Strada nazionale 11 (RN11)

### Metropolitana
- Place des Martyrs, stazione della metropolitana di Algeri

### Traghetti
Nell'agosto 2014, Algérie Ferries è stata incaricata della gestione della linea Algeri-La Pêcherie a El Djamila, un servizio di trasporto marittimo urbano.